# Абіола Огунбанво
Абіола Огунбанво (19 квітня 2004) — нігерійська плавчиня.
Учасниця Олімпійських Ігор 2020 року, де в попередніх запливах на дистанції 100 метрів вільним стилем посіла 48-ме місце і не потрапила до півфіналів.